# Lac du Sautet
Der französische Lac du Sautet ist ein Stausee der Flüsse Drac und Souloise. Er liegt in den Départements Isère und Hautes-Alpes und befindet sich auf den Gemeindegebieten von  Corps, Pellafol, Monestier-d’Ambel,  Ambel,  Beaufin und Aspres-lès-Corps. Seine Bogenstaumauer wurde von 1930 bis 1935 gebaut. Unterhalb der Staumauer befindet sich eine Bogenbrücke zur Überquerung der Schlucht des Drac.
In der Schlucht wurden zwei Klettersteige angelegt, die mit Drahtseilen und künstlichen Tritten versichert sind und deren Schwierigkeitsgrad C beträgt.

## Galerie

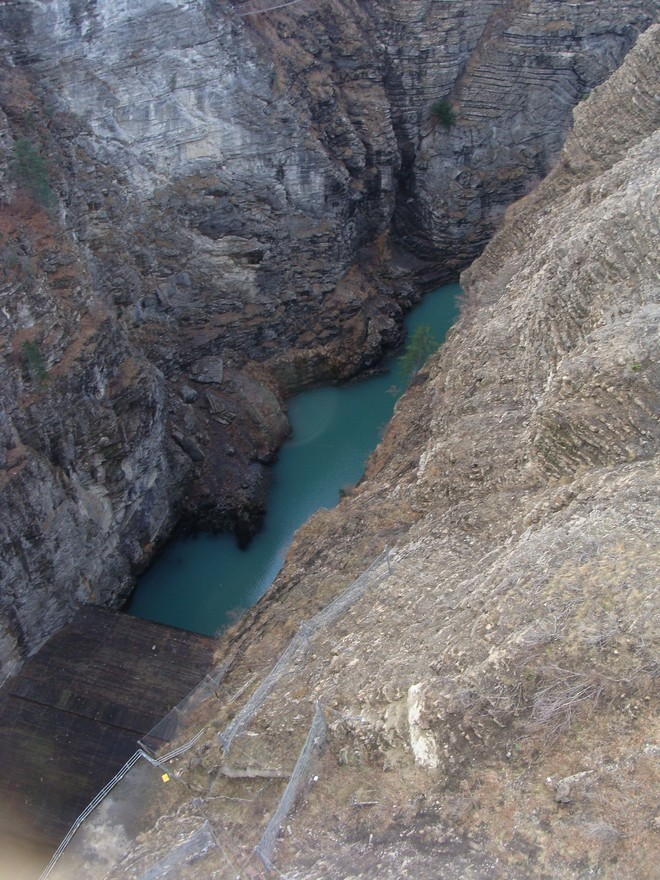
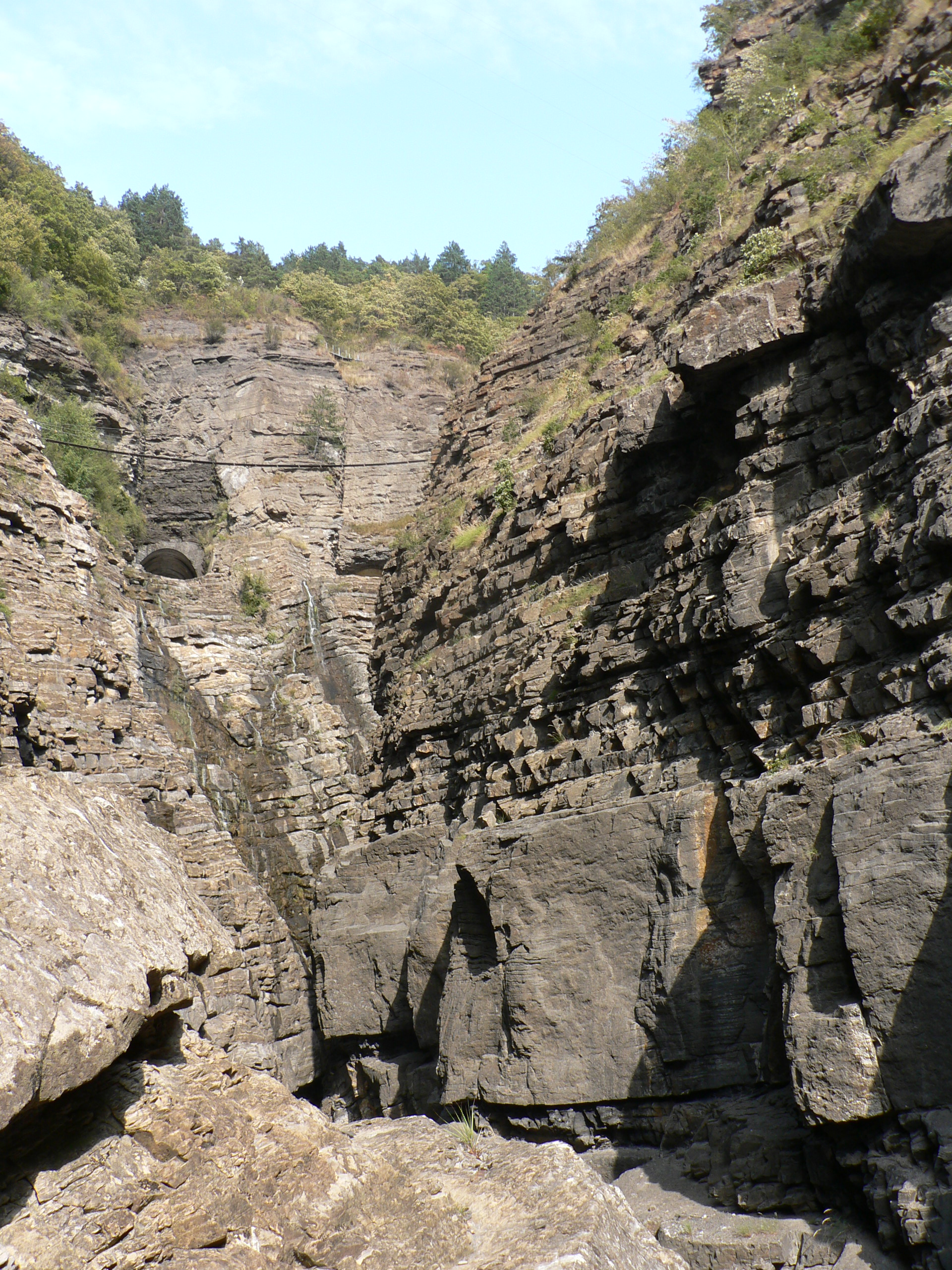
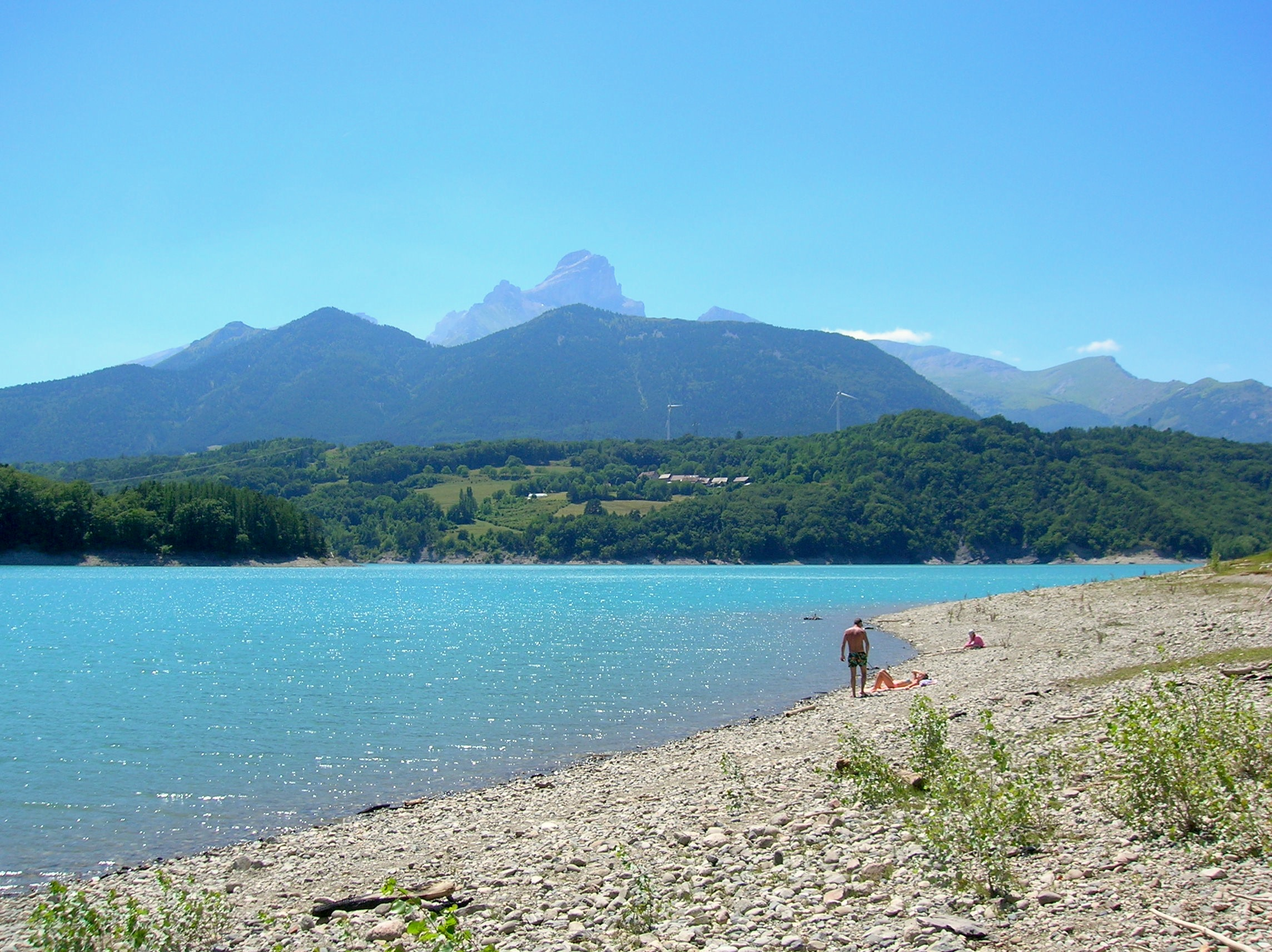
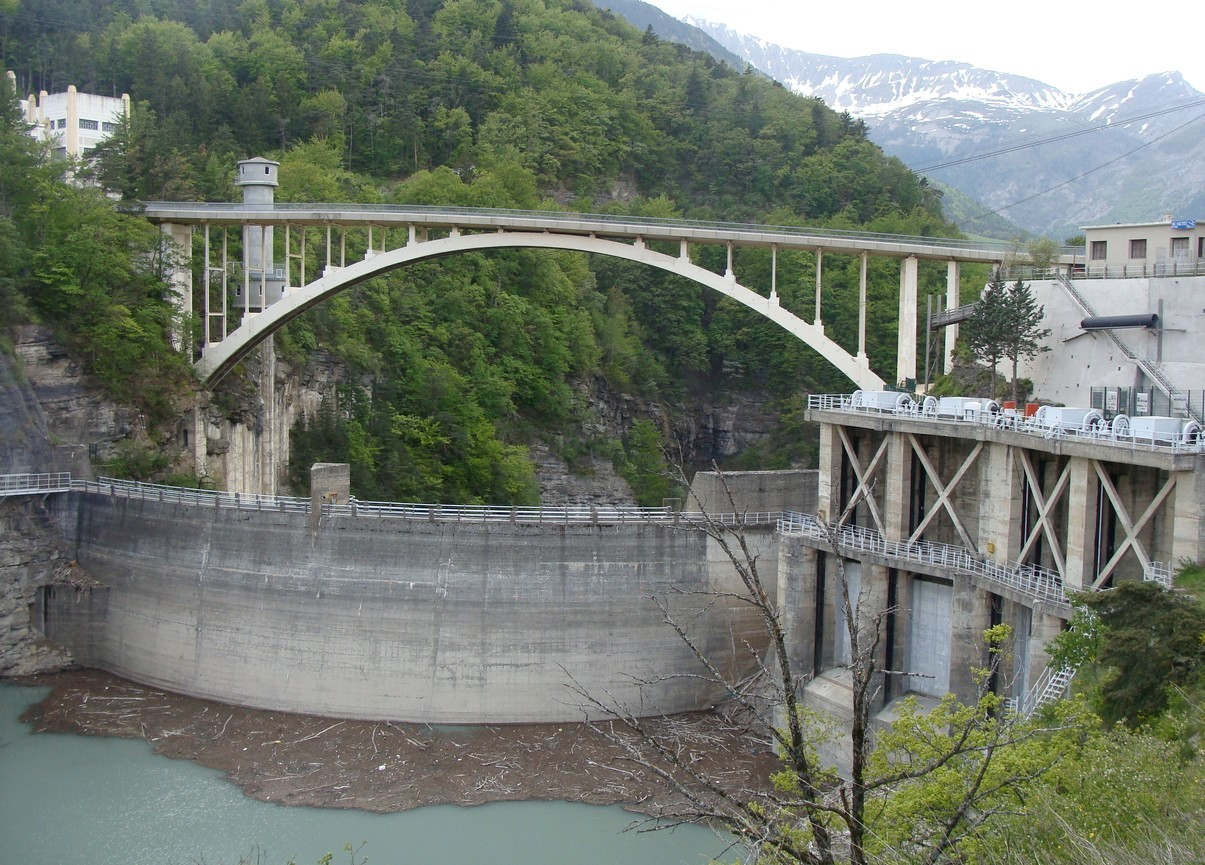